# About You Now
About You Now (englisch für „Jetzt über dich“) ist ein Popsong der britischen Girlgroup Sugababes. Er wurde als Leadsingle ihres fünften Studioalbums Change am 24. September 2007 veröffentlicht. Eine Akustikversion des Songs findet sich auf dem Nachfolgealbum Catfights & Spotlights.
Im Januar 2008 wurde die Single für einen BRIT Award in der Kategorie Beste britische Single nominiert.

## Entstehung
Das Lied wurde von dem amerikanischen Produzenten und Songwriter Lukasz Gottwald in Zusammenarbeit mit der englischen Sängerin Cathy Dennis geschrieben und von Gottwald produziert.
Der Song handelt von einem Mädchen, dem klar wird, wie sie zu einem Jungen steht und „jetzt über ihn“ („About You Now“) denkt.

### Textauszug

#### Originaltext
Can we bring yesterday back around?

’Cause I know how I feel about you now.

I was dumb, I was wrong, I let you down.

But I know how I feel about you now.

#### Übersetzung
Können wir den gestrigen Tag zurückholen?

Weil ich weiß, was ich jetzt für dich empfinde.

Ich war dumm, ich hatte Unrecht, ich habe dich im Stich gelassen.

Aber ich weiß, was ich jetzt für dich empfinde.

## Musikvideo
Das Musikvideo zu About You Now wurde von Marcus Adams am 24. August 2007 gedreht und spielt in London an der Festival Hall in Waterloo. Es zeigt die Mädchen an der Halle, wie sie singen und tanzen. Außerdem sieht man einen Mann, der sich mit Parkour durch eine Stadt bewegt und ein Mädchen sucht. Am Schluss des Videos findet er seine Angebetete schließlich abends auf einer Brücke, auf der auch die Babes zu sehen sind.
Das Video ist dem Regisseur Tim Royes gewidmet, der schon die Musikvideos für Red Dress und Easy gefilmt hatte, aber kurz darauf bei einem Autounfall verstarb.

## Kritiken
„Netter Refrain, ein harmloser Chorus, eine Pop-Produktion in der High End-Definition, aber eben nicht mehr. Man muss den dreien aber zugute halten, dass sie immer wieder Songs auf die Beine stellen, die nicht in reinen R&B-Klischees versumpfen.“

„Selbst wenn die Sugababes […] einer gescheiterten Beziehung nachheulen, kommt das lässig, tanzbar und fröhlich daher.“

## Kommerzieller Erfolg

### Chartplatzierungen
About You Now ist bis heute die erfolgreichste Single der Sugababes. Sie erreichte Platz eins der Charts in Estland, Ungarn, Slowenien und Großbritannien sowie die Top 10 in Deutschland, Österreich, Irland, Norwegen, Polen und Spanien.
Die Sugababes erreichten ausschließlich durch Downloads Platz eins der britischen Singlecharts. Es ist ihr sechster Nummer-eins-Hit in ihrer Heimat. In Deutschland erreichte About You Now Platz vier der Singlecharts sowie für drei Wochen die Spitzenposition der Airplaycharts. Die Single war im Vereinigten Königreich vier Wochen auf Platz eins und konnte damit Push the Button (3 Wochen) übertreffen. Die Sugababes standen gleichzeitig in den Single-, Album- und Downloadcharts auf Platz eins und sind bisher die einzigen weiblichen Künstler, die dies zweimal schafften (zuvor mit Push the Button und dem Album Taller in More Ways).
| ChartsChartplatzierungen     | Höchstplatzierung | Wochen |
| ---------------------------- | ----------------- | ------ |
| Deutschland (GfK)            | 4 (19 Wo.)        | 19     |
| Österreich (Ö3)              | 4 (19 Wo.)        | 19     |
| Schweiz (IFPI)               | 21 (19 Wo.)       | 19     |
| Vereinigtes Königreich (OCC) | 1 (40 Wo.)        | 40     |

| ChartsJahrescharts (2007)    | Platzierung |
| ---------------------------- | ----------- |
| Deutschland (GfK)            | 61          |
| Österreich (Ö3)              | 64          |
| Vereinigtes Königreich (OCC) | 6           |

| ChartsJahrescharts (2008)    | Platzierung |
| ---------------------------- | ----------- |
| Vereinigtes Königreich (OCC) | 99          |

### Auszeichnungen für Musikverkäufe
| Land/Region                  | Auszeichnungen für Musikverkäufe (Land/Region, Auszeichnung, Verkäufe) | Verkäufe  |
| ---------------------------- | ---------------------------------------------------------------------- | --------- |
| Dänemark (IFPI)              | Gold                                                                   | 7.500     |
| Deutschland (BVMI)           | Gold                                                                   | 150.000   |
| Neuseeland (RMNZ)            | Platin                                                                 | 30.000    |
| Vereinigtes Königreich (BPI) | 2× Platin                                                              | 1.200.000 |
| Insgesamt                    | 2× Gold · 3× Platin ·                                                  | 1.387.500 |

## Coverversionen
Es gibt einige Cover und Remixe des Titels.
- 2009: Miranda Cosgrove

## Mitwirkende
- Gesang: Amelle Berrabah, Keisha Buchanan, Heidi Range
- Bass: Lukasz Gottwald
- Gitarre: Lukasz Gottwald
- Schlagzeug: Lukasz Gottwald
- Programmierung: Lukasz Gottwald